# Briefmarken-Jahrgang 2015 der Bundesrepublik Deutschland
Der Briefmarken-Jahrgang 2015 der Bundesrepublik Deutschland wurde am 8. Oktober 2013 vom zuständigen Bundesministerium der Finanzen (BMF) vorgestellt. Der Jahrgang sollte 52 Briefmarken umfassen.
Bereits zum dritten Mal in Folge wurde das Porto für einen Standardbrief erhöht, ab 1. Januar 2015 betrug es 0,62 Euro. Ebenfalls stiegen die Preise für Standardbriefe und Postkarten ins Ausland. Nur der Kompaktbrief bis 50 Gramm wurde fünf Cent günstiger und kostete nun 0,85 Euro.
Erstmals wurde die Zuschlagmarkenserie Für den Sport komplett dem Behindertensport gewidmet.

## Liste der Ausgaben und Motive
Legende
- Bild: Eine bearbeitete Abbildung der genannten Marke. Das Verhältnis der Größe der Briefmarken zueinander ist in diesem Artikel annähernd maßstabsgerecht dargestellt. Sollten keine Marken abgebildet sein, liegt es daran, dass das Urheberrecht des Künstlers noch nicht erloschen ist.
- Beschreibung: Eine Kurzbeschreibung des Motivs und/oder des Ausgabegrundes. Bei ausgegebenen Serien oder Blocks werden die zusammengehörigen Beschreibungen mit einer Markierung versehen eingerückt.
- Wert: Der Frankaturwert der einzelnen Marke in Eurocent. Ein „+“ bedeutet, dass es sich um eine Zuschlagsmarke handelt (= Frankaturwert + Spende).
- Ausgabedatum: Das Datum des erstmaligen Verkaufs dieser Briefmarke.
- Auflage: Soweit bekannt, wird hier die zum Verkauf angebotene Anzahl dieser Ausgabe angegeben.
- Entwurf: Soweit bekannt, wird hier angegeben, von wem der Entwurf dieser Marke stammt.
- Mi.-Nr.: Diese Briefmarke wird im Michel-Katalog unter der entsprechenden Nummer gelistet.

| Sondermarken | |                   |                       |                                  |                                     |                   |
| Bild         | Beschreibung | Werte in Eurocent | Ausgabe- datum (2015) | Auflage                          | Entwurf                             | Mi.-Nr.           |
|              | Serie: Burgen und Schlösser - Marksburg | 62                | 2. Januar             | 5.300.000 davon 46.500 auf ETB   | Nicole Elsenbach                    | 3122              |
|              | - Schloss Ludwigslust | 80                | 2. Januar             | 5.190.000 davon 46.500 auf ETB   | Nicole Elsenbach                    | 3123              |
|              | Serie: Tierkinder - Eichhörnchen | 62                | 2. Januar             | 5.360.000 davon 46.500 auf ETB   | Nicole Elsenbach und Frank Fienbork | 3124              |
|              | - Wildkatze | 62                | 2. Januar             | 5.360.000 davon 46.500 auf ETB   | Nicole Elsenbach und Frank Fienbork | 3125              |
|              | Serie: Wildes Deutschland - Vorpommersche Boddenlandschaft | 85                | 2. Januar             | 5.650.000 davon 46.500 auf ETB   | Dieter Ziegenfeuter                 | 3126              |
|              | Serie: Burgen und Schlösser - Marksburg selbstklebend aus Rolle | 62                | 2. Januar             | 423.984.000 davon 46.500 auf ETB | Nicole Elsenbach                    | 3127              |
|              | Serie: Burgen und Schlösser - Schloss Ludwigslust selbstklebend aus Folienblatt                                                                                          | 80                | 2. Januar             | 40.380.000 davon 46.500 auf ETB  | Nicole Elsenbach                    | 3128 FB 43        |
|              | Serie: Tierkinder - Eichhörnchen - Wildkatze selbstklebend aus Folienblatt                                                                                               | je 62             | 2. Januar             | 50.820.000 davon 46.500 auf ETB  | Nicole Elsenbach und Frank Fienbork | 3129, 3130 FB 44  |
|              | Serie: Wildes Deutschland - Vorpommersche Boddenlandschaft selbstklebend aus Folienblatt                                                                                 | 85                | 2. Januar             | 199.800.000 davon 46.500 auf ETB | Dieter Ziegenfeuter                 | 3131 FB 45        |
|              | Plusmarken-Serie: Für die Wohlfahrtspflege – Grimms Märchen zur Unterstützung der Bundesarbeitsgemeinschaft der Freien Wohlfahrtspflege e. V. - Dornröschen: Die Spindel | 62+30             | 5. Februar            | 3.569.000 davon 46.500 auf ETB   | Astrid Grahl und Lutz Menze         | 3132              |
|              | - Dornröschen: Der Schlaf | 85+40             | 5. Februar            | 3.987.080 davon 46.500 auf ETB   | Astrid Grahl und Lutz Menze         | 3133              |
|              | - Dornröschen: Der Kuss | 145+55            | 5. Februar            | 5.744.120 davon 46.500 auf ETB   | Astrid Grahl und Lutz Menze         | 3134              |
|              | 100. Geburtstag Karl Leisner | 62                | 5. Februar            | 4.330.000 davon 46.500 auf ETB   | Daniela Haufe und Detlef Fiedler    | 3135              |
|              | Plusmarken-Serie: Für die Wohlfahrtspflege – Grimms Märchen - Dornröschen: Die Spindel selbstklebend aus Markenheftchen und Rolle                                        | 62+30             | 5. Februar            | 15.270.000 davon 46.500 auf ETB  | Astrid Grahl und Lutz Menze         | 3136 MH 98        |
|              | 1200 Jahre Bistum Hildesheim | 62                | 2. März               | 4.800.000 davon 46.500 auf ETB   | Sascha Lobe                         | 3137              |
|              | 900 Jahre Köthen (Anhalt) | 240               | 2. März               | 9.800.000 davon 46.500 auf ETB   | Grit Fiedler                        | 3138              |
|              | 350 Jahre Christian-Albrechts-Universität zu Kiel | 62                | 2. März               | 4.180.000 davon 46.500 auf ETB   | Annette Stahmer und André Heers     | 3139              |
|              | Briefe von Felix - Felix auf Reisen | 45                | 2. März               | 6.170.000 davon 46.500 auf ETB   | Grit Fiedler                        | 3140              |
|              | - Post von Felix | 62                | 2. März               | 4.770.000 davon 46.500 auf ETB   | Grit Fiedler                        | 3141              |
|              | Briefe von Felix - Post von Felix selbstklebend aus Folienblatt | 62                | 2. März               | 54.620.000 davon 46.500 auf ETB  | Grit Fiedler                        | 3142 FB 46        |
|              | Serie: Klassische deutsche Automobile - BMW 507 | 145               | 2. April              | 3.950.000 davon 46.500 auf ETB   | Thomas Serres                       | 3143              |
|              | - Mercedes-Benz 220 S (W 111) | 145               | 2. April              | 3.950.000 davon 46.500 auf ETB   | Thomas Serres                       | 3144              |
|              | 200. Geburtstag Otto von Bismarck | 62                | 2. April              | 15.640.000 davon 46.500 auf ETB  | Dieter Ziegenfeuter                 | 3145              |
|              | 150 Jahre Max und Moritz | 62                | 2. April              | 4.600.000 davon 46.500 auf ETB   | Greta Gröttrup                      | 3146              |
|              | Serie: Klassische deutsche Automobile - BMW 507 - Mercedes-Benz 220 S (W 111) selbstklebend aus Folienblatt                                                              | je 145            | 2. April              | 60.855.000 davon 46.500 auf ETB  | Thomas Serres                       | 3147, 3148 FB 47  |
|              | Plusmarken-Serie: Für den Sport zur Unterstützung der Stiftung Deutsche Sporthilfe - Cartoons zum Thema Behindertensport: Tennis                                         | 62+30             | 7. Mai                | 1.926.000 davon 46.500 auf ETB   | Henning Wagenbreth                  | 3149              |
|              | - Cartoons zum Thema Behindertensport: Leichtathletik | 85+40             | 7. Mai                | 1.941.000 davon 46.500 auf ETB   | Henning Wagenbreth                  | 3150              |
|              | - Cartoons zum Thema Behindertensport: Skilauf | 145+55            | 7. Mai                | 1.936.000 davon 46.500 auf ETB   | Henning Wagenbreth                  | 3151              |
|              | Serie: Europa - Historische Spielzeuge | 62                | 7. Mai                | 4.390.000 davon 46.500 auf ETB   | Kitty Kahane                        | 3152              |
|              | 150 Jahre Deutsche Gesellschaft zur Rettung Schiffbrüchiger | 62                | 7. Mai                | 4.760.000 davon 46.500 auf ETB   | Andreas Ahrens                      | 3153              |
|              | 50 Jahre diplomatische Beziehungen mit Israel Gemeinschaftsausgabe mit Israel                                                                                            | 80                | 7. Mai                | 4.170.000 davon 46.500 auf ETB   | Zvika Roitman                       | 3154              |
|              | 350 Jahre Christian-Albrechts-Universität zu Kiel selbstklebend aus Folienblatt                                                                                          | 62                | 7. Mai                | 123.690.000 davon 46.500 auf ETB | Annette Stahmer und André Heers     | 3155 FB 48        |
|              | Serie: Leuchttürme - Leuchtturm Moritzburg | 45                | 11. Juni              | 5.310.000 davon 46.500 auf ETB   | Johannes Graf                       | 3156              |
|              | - Leuchtturm Lindau | 62                | 11. Juni              | 5.180.000 davon 46.500 auf ETB   | Johannes Graf                       | 3157              |
|              | 175 Jahre erster Kindergarten | 215               | 11. Juni              | 13.400.000 davon 46.500 auf ETB  | Lisa Röper                          | 3158              |
|              | 125 Jahre erster bayerischer Gebirgstrachtenverband (Bayerischer Trachtenverband)                                                                                        | 62                | 11. Juni              | 4.390.000 davon 46.500 auf ETB   | Michael Kunter                      | 3159              |
|              | 50 Jahre Jugend forscht | 62                | 11. Juni              | 4.430.000 davon 46.500 auf ETB   | Matthias Beyrow                     | 3160              |
|              | Serie: Schätze aus deutschen Museen - Erschaffung der Tiere (Meister Bertram) selbstklebend aus Markenheftchen                                                           | 240               | 11. Juni              | 20.810.000 davon 46.500 auf ETB  | Stefan Klein und Olaf Neumann       | 3161 MH 99        |
|              | Serie: Deutschlands schönste Panoramen - Chiemsee Motiv 1 | 45                | 1. Juli               | 4.316.000 davon 46.500 auf ETB   | Stefan Klein und Olaf Neumann       | 3162              |
|              | - Chiemsee Motiv 2 | 45                | 1. Juli               | 4.316.000 davon 46.500 auf ETB   | Stefan Klein und Olaf Neumann       | 3163              |
|              | 1000 Jahre Leipzig | 62                | 1. Juli               | 5.631.000 davon 46.500 auf ETB   | Annette Stahmer und André Heers     | 3164              |
|              | 150. Geburtstag Philipp Scheidemann | 145               | 1. Juli               | 4.608.000 davon 46.500 auf ETB   | Daniela Haufe und Detlef Fiedler    | 3165              |
|              | 75. Geburtstag Pina Bausch | 85                | 1. Juli               | 4.485.000 davon 46.500 auf ETB   | Dieter Ziegenfeuter                 | 3166              |
|              | Serie: Deutschlands schönste Panoramen - Chiemsee Motiv 1 - Chiemsee Motiv 2 selbstklebend aus Folienblatt                                                               | je 45             | 1. Juli               | 45.975.000 davon 46.500 auf ETB  | Stefan Klein und Olaf Neumann       | 3167, 3168 FB 49  |
|              | Plusmarken-Serie: Für die Jugend zur Unterstützung der Stiftung Deutsche Jugendmarke e. V. - Äsche                                                                       | 62+30             | 6. August             | 1.944.000 davon 46.500 auf ETB   | Werner Hans Schmidt                 | 3169              |
|              | - Barbe | 85+40             | 6. August             | 1.944.000 davon 46.500 auf ETB   | Werner Hans Schmidt                 | 3170              |
|              | - Stör | 145+55            | 6. August             | 1.944.000 davon 46.500 auf ETB   | Werner Hans Schmidt                 | 3171              |
|              | Internationales Windjammerfestival Bremerhaven | 62                | 6. August             | 5.059.000 davon 46.500 auf ETB   | Johannes Graf                       | 3172              |
|              | Plusmarken-Serie: Tag der Briefmarke - 175 Jahre Briefmarken | 62+30             | 1. September          | 2.546.000 davon 46.500 auf ETB   | Johannes Graf                       | 3173              |
|              | 100. Geburtstag Helmut Schön | 62                | 1. September          | 4.351.000 davon 46.500 auf ETB   | Oliver Aretz                        | 3174              |
|              | Briefmarkenblock – Asterix - Figur Idefix | 21                | 1. September          | 3.750.000 davon 46.500 auf ETB   | Thomas Steinacker                   | Block 80 3175     |
|              | - Figur Obelix | 62                | 1. September          | 3.750.000 davon 46.500 auf ETB   | Thomas Steinacker                   | 3176              |
|              | - Figur Asterix | 62                | 1. September          | 3.750.000 davon 46.500 auf ETB   | Thomas Steinacker                   | 3177              |
|              | Asterix - Figur Asterix - Figur Obelix selbstklebend aus Markenheftchen                                                                                                  | je 62             | 1. September          | 31.205.000 davon 46.500 auf ETB  | Thomas Steinacker                   | 3178, 3179 MH 101 |
|              | Serie: Schätze aus deutschen Museen - Trauernde Frauen (Tilman Riemenschneider)                                                                                          | 62                | 1. Oktober            | 4.191.000 davon 46.500 auf ETB   | Stefan Klein und Olaf Neumann       | 3180              |
|              | 500. Geburtstag Lucas Cranach der Jüngere | 45                | 1. Oktober            | 6.061.000 davon 46.500 auf ETB   | Antonia Graschberger                | 3181              |
|              | 25 Jahre Deutsche Einheit | 62                | 1. Oktober            | 5.671.000 davon 46.500 auf ETB   | Daniela Haufe und Detlef Fiedler    | 3182              |
|              | Plusmarken-Serie: Weihnachten Stille Nacht | 62+30             | 2. November           | 3.246.000 davon 46.500 auf ETB   | Greta Gröttrup                      | 3183              |
|              | Serie: Schätze aus deutschen Museen - Geburt Christi mit Anbetung der Hirten (Martin Schongauer)                                                                         | 145               | 2. November           | 3.821.000 davon 46.500 auf ETB   | Stefan Klein und Olaf Neumann       | 3184              |
|              | Freude schenken | 62                | 2. November           | 5.531.000 davon 46.500 auf ETB   | Regina Kehn                         | 3185              |
|              | Plusmarken-Serie: Weihnachten - Stille Nacht selbstklebend aus Markenheftchen                                                                                            | 62+30             | 2. November           | 5.290.000 davon 46.500 auf ETB   | Greta Gröttrup                      | 3186 MH 102       |
|              | Freude schenken selbstklebend aus Folienblatt | 62                | 2. November           | 73.930.000 davon 46.500 auf ETB  | Regina Kehn                         | 3187 FB 50        |
|              | Serie: Mikrowelten - Kieselalge | 70                | 3. Dezember           | 4.671.000 davon 46.500 auf ETB   | Andrea Voß-Acker                    | 3192              |
|              | - Blüte Odermennig | 70                | 3. Dezember           | 4.621.000 davon 46.500 auf ETB   | Andrea Voß-Acker                    | 3193              |
|              | 250 Jahre Technische Universität Bergakademie Freiberg | 70                | 3. Dezember           | 4.714.000 davon 46.500 auf ETB   | Elisabeth Hau                       | 3194              |
|              | Paul Klee Gemälde: Himmelsblüten über dem gelben Haus | 240               | 3. Dezember           | 8.556.000 davon 46.500 auf ETB   | Sibylle Haase und Fritz Haase       | 3195              |
|              | 250 Jahre Technische Universität Bergakademie Freiberg selbstklebend aus Folienblatt                                                                                     | 70                | 3. Dezember           | 498.210.000 davon 46.500 auf ETB | Elisabeth Hau                       | 3198 FB 52        |
| Dauermarken  | |                   |                       |                                  |                                     |                   |
| Bild         | Beschreibung | Werte in Eurocent | Ausgabe- datum (2015) | Auflage                          | Entwurf                             | Mi.-Nr.           |
|              | Ergänzungsmarke | 8                 | 3. Dezember           | 80.660.200 davon 46.500 auf ETB  | Stefan Klein und Olaf Neumann       | 3188              |
|              | Ergänzungsmarke selbstklebend aus Folienblatt | 8                 | 3. Dezember           | 160.040.000 davon 46.500 auf ETB | Stefan Klein und Olaf Neumann       | 3196 FB 51        |
|              | Serie: Blumen - Schokoladen-Kosmee | 70                | 3. Dezember           | 322.503.570 davon 46.500 auf ETB | Stefan Klein und Olaf Neumann       | 3189              |
|              | - Schokoladen-Kosmee selbstklebend aus Rolle | 70                | 3. Dezember           | ?.???.000                        | Stefan Klein und Olaf Neumann       | 3197              |
|              | - Fuchsie | 400               | 3. Dezember           | 30.635.400 davon 46.500 auf ETB  | Stefan Klein und Olaf Neumann       | 3190              |
|              | - Bienen-Ragwurz | 450               | 3. Dezember           | 31.862.400 davon 46.500 auf ETB  | Stefan Klein und Olaf Neumann       | 3191              |